# Octoban

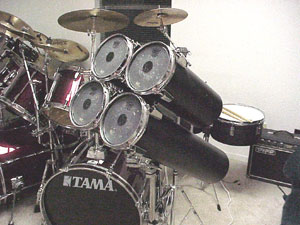
Octobans como accesorios de la batería.

Los tambores octoban u octaban, también conocidos como toms de tubo o cuartos de tom, son tambores del tipo Tom-Tom, de cuerpo tubular, que en un principio fueron agrupados en una serie afinada de ocho notas, dando origen a su nombre. 
Posteriormente se han usado independientemente o en grupo de cualquier número. Generalmente, los octobans tienen un tubo con diámetro de 15 cm (6 pulgadas), y su rango de longitud varía de 280 milímetros (11 pulgadas) a 600 milímetros (23 1/2 pulgadas). Las diferentes longitudes de los tubos es lo que le da a cada tambor su tono distintivo. Algunos bateristas lo usan como accesorios de la batería. Un buen ejemplo del uso de estos tambores es el trabajo de Stewart Copeland, baterista de The Police.